# Рокштуль, Алоизий Петрович
Алоизий Петрович (Алоиз Густав) Рокштуль (1798—1877) — русский художник-миниатюрист, портретист, академик Императорской Академии художеств. Сын миниатюриста П. Э. Рокштуля.

## Биография
Родился в Вильно в 1798 года в семье художника Петра Эрнста Рокштуля. Учился в Императорской Академии художеств (1832—1835) у А. Г. Варнека. Звание свободного художника миниатюрной живописи (1835).
В 1840 году стал академиком живописи, в 1864 году — звание профессора. Алоизий Петрович являлся хранителем музея Царскосельского арсенала, был автором рисунков для издания «Царскосельского арсенала».
Два сына Алоизия Петровича — Герман и Павел (13.09.1827—06.03.1876) — стали архитекторами, обучались в Академии Художеств.

## Галерея

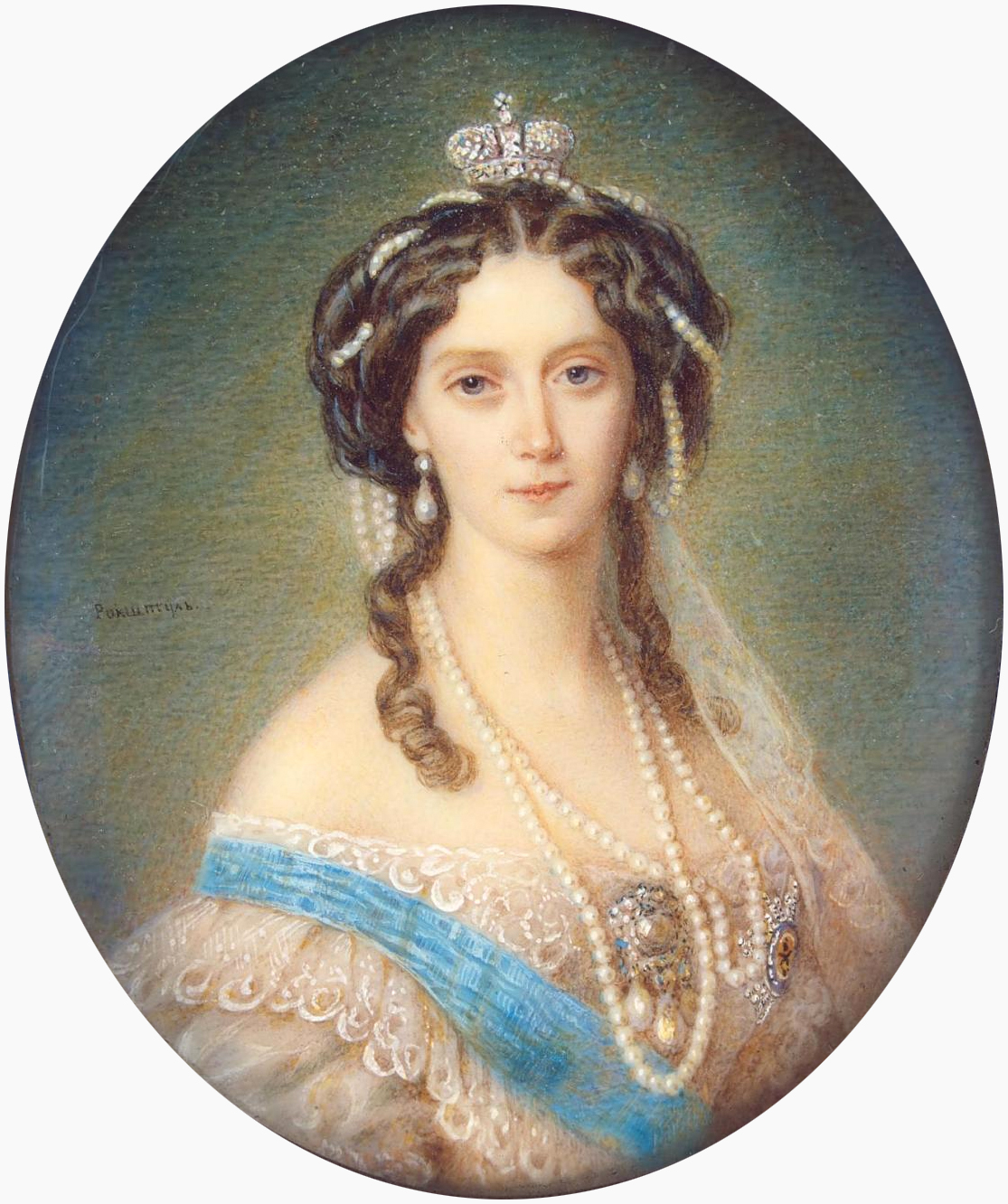
Портрет императрицы Марии Александровны, после 1855.
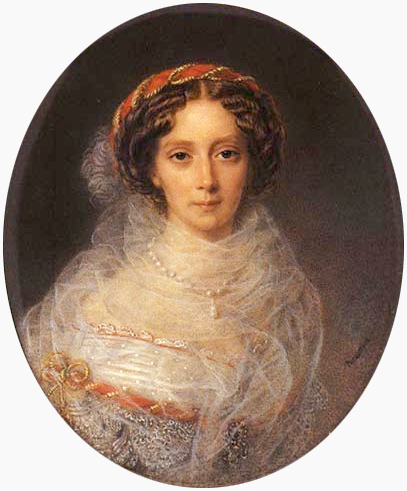
Портрет императрицы Марии Александровны, 1859.
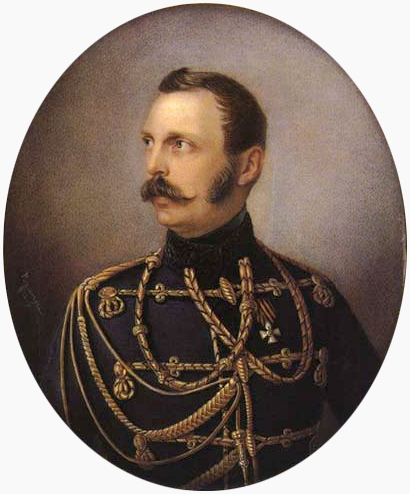
Портрет императора Александра II.
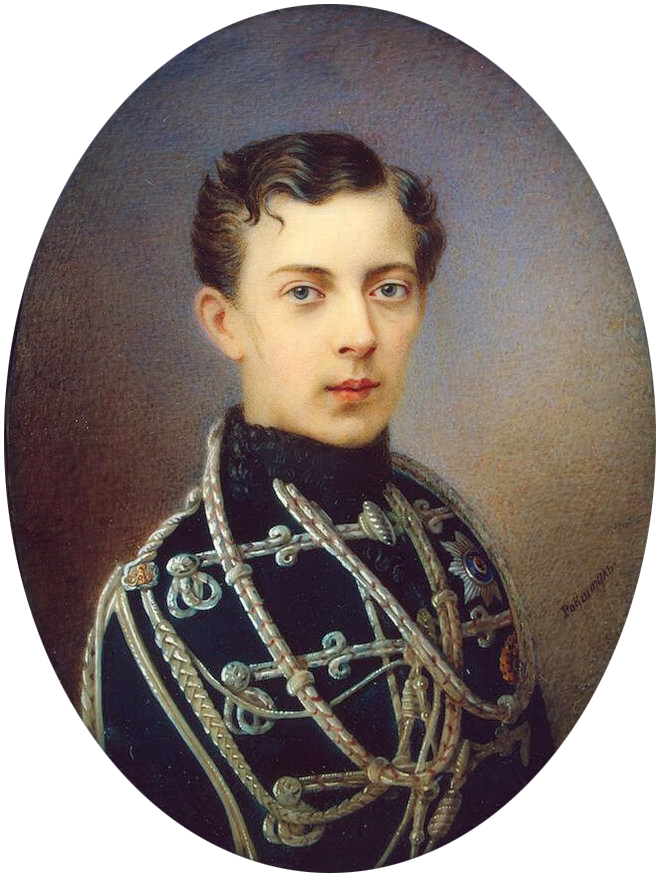
Портрет великого князя, цесаревича Николая Александровича, ок. 1861.